# Оловянишникова, Евпраксия Георгиевна
Евпраксия Георгиевна Оловянишникова (в девичестве Горшкова 1851—1925) — заводчица, благотворительница, почетная гражданка города Ярославля. Жена купца и промышленника Ивана Порфирьевича Оловянишникова, после его смерти возглавившая семейное дело. Прабабушка балерины Тамары Жевержеевой (1907—1997).

## Биография

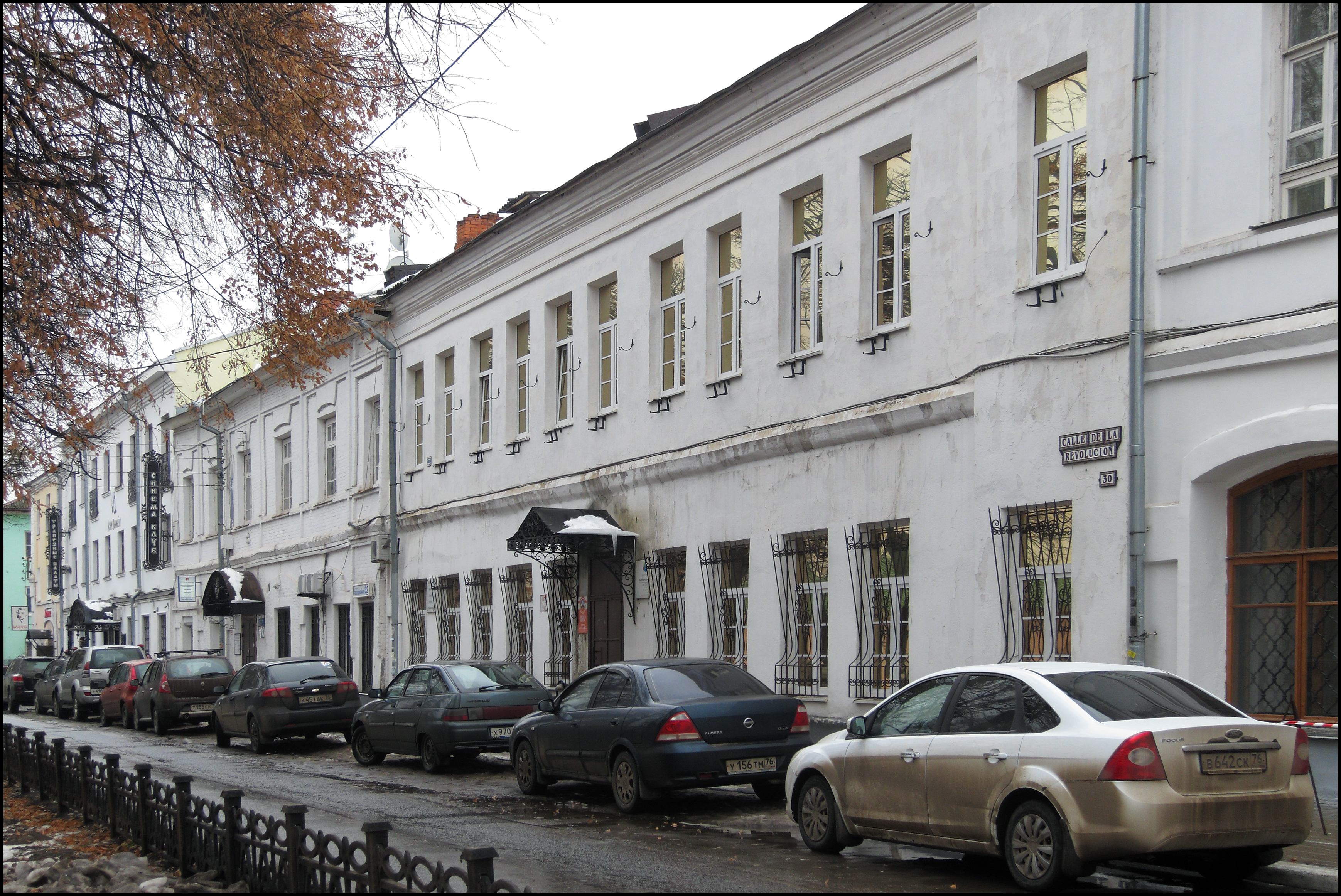
Здание на Революционной улице Ярославля где располагались Лавки Оловянишникова

Родилась 15 июля 1851 года в семье ярославского купца, благотворителя и общественного деятеля Егора Семеновича Горшкова. Вышла замуж за Оловянишникова Ивана Порфирьевича — купца и промышленника. Родила ему десять детей. В 1898 году, оставшись вдовой, возглавила семейное предприятие Оловянишниковых с объявленным капиталом в 1,5 миллиона рублей.
В 1901 году Евпраксия Георгиевна стала Председателем правления закрытого акционерного товарищества на паях, в котором объединила свои предприятия: колокольный завод, который выкупила у наследников Оловянишникова, Волкушинское лакокрасочное производство, фабрику церковной утвари вывела на лидирующие позиции в отрасли. Наняла на работу Сергея Ивановича Вашкова — известного художника. С 1909 год фирма Евпраксии Георгиевны — Поставщик Высочайшего двора, а с 1911 года стала поставщиком  Двора Александры Федоровны.
В 1913 году в Москве на Хохловской площади по проекту архитектора С.Ф. Воскресенского был построен шестиэтажный доходный дом Оловянишниковых.
Согласно документам 1916 года торгово-промышленному товариществу «П.И. Оловянишникова сыновья» принадлежали 2 свинцово-белильных завода, 1 свинцово-прокатный, 1 краскотерочный и колокололитейный заводы, многочисленные торговые заведения и доходные дома.
Интересы Евпраксии Оловянишниковой не исчерпывались бизнесом. Она следила за книжными новинками, выписывала газеты и журналы, из года в год абонировала ложу в Большом театре.
После Октябрьской революции 1917 года предприятия, принадлежавшие Оловянишниковым, национализированы или ликвидированы.
Умерла 2 июля 1925 года в Москве. Похоронена на Новодевичьем кладбище.

## Благотворительность
Евпраксия Георгиевна Оловянишникова была религиозна и жертвовала значительные средства на монастыри и храмы, в том числе, на церковь Троицы на Грязях. Для Серафимо-Понетаевского монастыря, крупного центра религиозного искусства и ремесел, предоставляла золототканую продукцию своей фабрики. В Ярославле во Власьевском приходе на средства Евпраксии Георгиевны была открыта и содержалась богадельня.
Среди прочей благотворительной деятельности — учреждение стипендии для малоимущих ярославских гимназисток имени Шуры Оловянишниковой, умершей во младенчестве, финансирование перевода Библии на бурятский язык.
1 ноября 1906 года Евпраксия Георгиевна Оловянишникова принесла в дар Ярославлю строения и землю на Пошехонской улице, для организации первой в городе специализированной детской инфекционной больницы. 5 октября 1907 года состоялось освящение и торжественное открытие больницы. На заседании Ярославской Городской Думы 11 сентября 1908 года констатировалось, что за год работы больные дети провели в больнице около 2000 дней. На этом заседании Дума возбудила ходатайство о присвоении Евпраксии Георгиевне Оловянишниковой звания Почётной гражданки города Ярославля.